# Dariusz Gil
Dariusz Gil (ur. 14 maja 1973 w Drezdenku) – polski kolarz przełajowy i górski, sześciokrotny mistrz Polski w kolarstwie przełajowym, mistrz Polski w kolarstwie górskim, reprezentant Polski. Brązowy medalista mistrzostw świata juniorów (1991), brat kolarza Mariusza Gila.

## Kariera sportowa
Jego pierwszym klubem był POM Strzelce Krajeńskie, w sezonie 2002 reprezentował barwy CCC Mat Giant Piechowice, w latach 2003-2005 Bondy Nowogard, w 2006 Paged Scout Częstochowa, w 2007 ponownie POM Strzelce Krajeńskie.

### Kolarstwo przełajowe
W 1989, 1990 i 1991 został mistrzem Polski juniorów, w 1992 mistrzem Polski orlików w kolarstwie przełajowym. W swojej karierze wywalczył 13 medali mistrzostw Polski seniorów w kolarstwie przełajowym, w tym 6 tytułów mistrza Polski (1996, 1997, 2001, 2003, 2004, 2005) i 7 tytułów wicemistrza Polski (1993, 1995, 1998, 1999, 2002, 2006, 2007). Dwukrotnie wystąpił na mistrzostwach świata juniorów w kolarstwie przełajowym - w 1990 zajął 5. miejsce, w 1991 wywalczył brązowy medal. 11 razy reprezentował Polskę na mistrzostwach świata seniorów w kolarstwie przełajowym: w 1992 (39 m.), 1993 (7 m), 1994 (41 m.), 1996 (24 m.), 1997 (13 m.), 1998 (22 m.), 1999 (16 m.), 2000 (18 m.), 2001 (nie ukończył), 2003 (11 m.), 2005 (24 m.).

### Kolarstwo górskie
Czterokrotnie zdobywał medale mistrzostw Polski w kolarstwie górskim (1997 – 1 m., 1994, 1998 i 2002 – 3 m.). W 1995 wystąpił w tej dyscyplinie sportu na mistrzostwach świata, zajmując 16. miejsce w wyścigu indywidualnym, w 1996 wystąpił na mistrzostwach Europy, zajmując w tej samej konkurencji 7. miejsce.